# Laura Harring
Laura Harring, właśc. Laura Elena Martínez Herring (ur. 3 marca 1964 w Los Mochis) – amerykańska aktorka pochodzenia meksykańskiego, zdobywczyni tytułu Miss USA 1985. 
Debiutowała w roku 1990 w serialu Szpital miejski (General Hospital). Początkowo występowała w epizodycznych rolach w operach mydlanych, rozgłos przyniosła jej główna rola w filmie Mulholland Drive (2001) w reżyserii Davida Lyncha.

## Wybrana filmografia
- 2007 – Miłość w czasach zarazy (Love in the Time of Cholera) jako Sara Noriega
- 2006 – Inland Empire jako Jane
- 2004 – Punisher (The Punisher) jako Livia Saint
- 2002 − Pasażer (Derailed) jako Galina Konstantin
- 2001 – Mulholland Drive (Mulholland Dr.) jako Camilla Rhodes/Rita
- 1989 – Cicha noc, śmierci noc III: Przygotuj się na najgorsze (Silent Night, Deadly Night 3: Better Watch Out!) jako Jerri